# Aeroporto Internacional Juan Santamaría
O Aeroporto Internacional Juan Santamaría (IATA: SJO - ICAO: MROC) é o principal aeroporto da Costa Rica. Está situado na província de Alajuela, a 18 km da cidade de San José. O aeroporto leva o nome de Juan Santamaría, herói nacional da Costa Rica devido a sua participação na Campanha Nacional de 1856-1857 contra o pirata William Walker. Existem outros 3 aeroportos internacionais na Costa Rica mas só o Aeroporto Internacional Daniel Oduber em Liberia, Guanacaste recebe voos internacionais programados da América e Europa.
O aeroporto é o principal hub para a linha aérea LACSA. Também existe um hangar da NASA, onde voa um avião experimental encarregado de cartografar de forma detalhada todo o país. O tráfego de aviação local está reservado ao Aeroporto Internacional Tobías Bolaños, à 25 km de distancia.
Por seu número de passageiros anuais (4.1 milhões) e a variedade de aerolinhas que utilizam o aeroporto, o comércio na América Central vem crescendo. Os aviões mais comuns neste aeroporto são os Airbus A319, A320, A321 e os A340, além dos Boeing 737, 757, 767 e do Embraer 190.
O aeroporto tem ganhado vários prêmios como: Terceiro melhor aeroporto em sua categoria e o quarto melhor aeroporto da América em categoria geral.[carece de fontes?]

## Destinos Por Companhia Aérea
| Companhias           | Destinos |
| -------------------- | --- |
| Aeroméxico           | Cidade do México |
| Air Canada           | Toronto |
| Air Panama           | Cidade do Panamá, David |
| Alaska Airlines      | Los Angeles |
| American Airlines    | Charlotte, Dallas, Miami, Nova York, Philadelphia, Phoenix |
| Avianca              | Bogotá, Cidade de Guatemala, Cidade do Panamá, Lima, San Salvador, Tegucigalpa |
| Aviateca             | Cidade do Panamá, Managua, San Andres Island |
| British Airways      | Londres (Gatwick) |
| Condor               | Frankfurt, Santo Domingo |
| Copa Airlines        | Cidade da Guatemala, Cidade do Panamá, Managua, San Pedro Sula, Tegucigalpa |
| Delta Airlines       | Atlanta, Los Angeles |
| Frontier Airlines    | Denver |
| Iberia               | Madrid |
| Interjet             | Cidade do México |
| JetBlue Airways      | Orlando |
| LACSA                | Bogotá, Brasília (escala em BOG), Caracas, Cidade da Guatemala, Cidade do México, Cidade do Panamá, Drake Bay, Golfito, Havana, La Fortuna/San Carlos, Liberia, Lima, Los Angeles, Miami, Nova York, Puerto Jimenez, Quito, San Pedro Sula, San Salvador, Santo Domingo, Tamarindo, Tambor, Tegucigalpa |
| Lufthansa (Em breve) | Frankfurt (Inicia em 29 de março de 2018) |
| Nature Air           | Bocas Del Toro, Golfito, Nosara Beach, Puerto Jimenez, Roxana, Tamarindo, Tambor |
| Sansa Airlines       | Drake Bay, Golfito, La Fortuna/San Carlos, Liberia, Limon, Puerto Jimenez, Quepos, Tamarindo, Tambor |
| Southwest Airlines   | Baltimore, Houston |
| Spirit Airlines      | Fort Lauderdale |
| TACA Airlines        | Bogotá, Lima, San Salvador |
| United Airlines      | Chicago, Denver, Houston, Newark, New York, Washington |
| US Airways           | Charlotte, Philadelphia, Phoenix |
| VECA Airlines        | San Salvador |